# Marius Borgeaud
Marius Borgeaud (Losanna, 21 settembre 1861 – Parigi, 16 luglio 1924) è stato un pittore svizzero.

## Biografia

### La giovinezza
Marius Borgeaud, nato in un ambiente borghese del Cantone di Vaud, trascorse i suoi anni di prima formazione presso la Scuola Industriale di Losanna che non lo indirizzò certamente alle belle arti, anche se il caso volle che il futuro celebre gallerista di Losanna, Paul Vallotton, fosse uno dei suoi compagni di scuola.
 Nel 1888 Borgeaud cominciò a lavorare in una Banca di Marsiglia dove visse sino alla morte di suo padre, avvenuta l'anno seguente. Il padre gli lasciò una cospicua eredità che Borgeaud dilapidò nel decennio seguente conducendo una vita lussuosa, specialmente a Parigi. Ma quell'esistenza dissoluta finì per minacciare la sua salute e lo obbligò a sottoporsi ad una cura disintossicante sul Lago di Costanza verso il 1900. Quando tornò a vivere a Parigi, fu per dedicarsi alla pittura e per tentare di vivere con i proventi di questa. 

### Parigi
L’arrivo a Parigi per un Vodese aspirante a divenire pittore all'alba del XX secolo non era certo un salto nel buio. La colonia artistica svizzera parigina era numerosa e alcuni dei suoi membri erano già molto famosi: Félix Vallotton, Théophile Alexandre Steinlen, Eugène Grasset, Ernest Biéler e René Auberjonois (pittore). Questi personaggi si conoscevano e si aiutavano fra loro. Il primo, Vallotton, nel 1917 fece aprire a Borgeaud le porte della celebre galleria di Eugène Druet. Borgeaud, integratosi perfettamente fra i suoi connazionali, aderì nel 1906 alla sezione parigina della "Società dei pittori e degli architetti svizzeri". Fra il 1901 e il 1903, completò il suo apprendistato negli atelier di Fernand Cormon e di Ferdinand Humbert che possedevano ciascuno una scuola di pittura famosa. I suoi lavori relativi a questo periodo sono andati in massima parte perduti e non si ha notizia di alcuna sua tela prima del 1904.
Giunto tardi al mestiere di pittore (aveva già 40 anni), frequentò soprattutto artisti che erano più giovani di lui di una generazione. Di alcuni di loro divenne amico, come di Francis Picabia, Paul de Castro (1882-1939), Maurice Asselin (1882-1947) e in particolare di Édouard Morerod (1879-1919). Durante numerose estati, a partire dal 1904 o 1905, dipinse con Picabia a Moret-sur-Loing in compagnia dei fratelli Ludovic Rodo Pissarro e Georges Manzana-Pissarro. I lavori di questo periodo –realizzati nei luoghi che erano stati ritratti prima di lui da Alfred Sisley e da Camille Pissarro (padre dei due precedenti) - furono chiaramente improntati allo spirito e alla tecnica impressionista.
 
Di questi lavori iniziali solamente una dozzina ci è giunta, essenzialmente dei paesaggi.

### La Bretagna

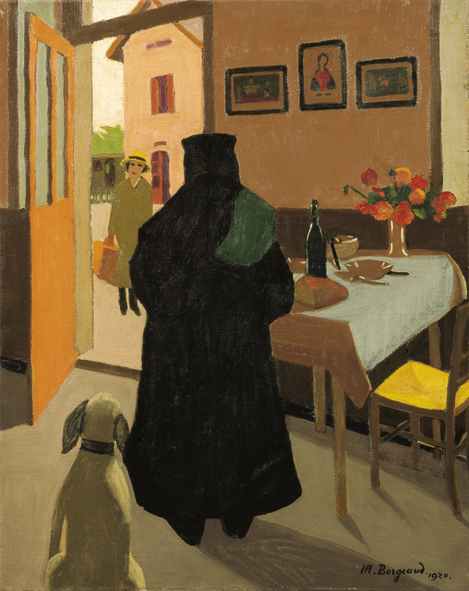
L'arrivo,1920.

Nel 1908 due avvenimenti segnarono per lungo tempo l'opera di Borgeaud. Il primo fu una serie di pitture d'interni, tema che avrà per lui una'importanza tutta particolare. Il secondo fu la scoperta della Bretagna. Questa regione ha attirato regolarmente, dal 1800 in poi, una lunga serie di artisti che lavoravano a Parigi, e questo per la tradizionale accoglienza, il basso costo della vita, una geografia pittoresca, delle condizioni climatiche variabili unite ad una luminosità eccezionale. La popolazione, inoltre, possedeva una sua particolare originalità, ormai storica, che si era conservata nel tempo ed era del tutto unica.
Dopo due brevi tappe a Pont-Aven e a Locquirec, nel 1908, Borgeaud si trasferì dal 1909 a Rochefort-en-Terre, nel Morbihan. Manterrà sempre, peraltro, un "pied-à-terre" a Parigi, anche se trascorrerà gran parte dell'anno in Bretagna. E fu proprio in Bretagna che nacquero le due serie di opere più conosciute, realizzate una nel municipio e l'altra nella farmacia del paese, che gli valsero un grande successo al "Salon des indépendants" di Parigi. Si può dire che esse diedero il via alla sua carriera.
A Rochefort-en-Terre Borgeaud incontrò Madeleine Gascoin, nata nel 1889 e quindi di 28 anni più giovane. I due vissero assieme e nel 1923 si sposarono.
Nel frattempo Borgeaud si era trasferito in un altro villaggio bretone: Le Faouët, anch'esso noto per la presenza di una colonia di pittori.. All'interno di questi gruppi di artisti che vivevano nello stesso luogo, Marius Borgeaud si distinse sempre per ciò che lo interessava: egli non cercava affatto il lato pittoresco dei luoghi e non dipinse praticamente mai gli edifici e i monumenti caratteristici. Preferì invece i luoghi anonimi, come la stazione, e dipinse più frequentemente gli interni delle case private, mantenendo sempre una particolare predilezione per gli ambienti delle locande. I quadri che Borgeaud dipinse a Faouët durante i tre anni che vi trascorse, fra l'inizio del 1920 e la fine del 1922, sono considerati come le opere più riuscite e più rappresentative della sua produzione.

L'anno seguente Marius Borgeaud si trasferì ancora e si stabilì a Audierne, cittadina che costituì l'ultima tappa del suo percorso bretone. Nel 1924 infatti la sua salute fu scossa da alcuni disturbi. Borgeaud rientrò subito a Parigi, ma il 16 luglio di quell'anno morì nel suo appartamento in rue Lamarck. Fu sepolto nel cimitero dei Batignolles.

## Opere
La maggior parte dei circa 300 quadri ad olio di Borgeaud è costituita da interni e paesaggi. Quindici sono ritratti di persone, fra i quali il più famoso è quello di Coco Chanel

## La concezione pittorica
Georges Peillex propone questa analisi dell'opera di Borgeaud:

## Principali esposizioni
- "Salon des indépendants", ogni anno dal 1905 al 1912
- "Salon d’automne" nel 1904, quindi ogni anno dal 1908 al 1913, e dal 1919 al 1923
- 1917 e 1918: galleria "Eugène Blot" a Parigi
- 1919, 1920 e 1922: galleria "Druet" a Parigi

### Esposizioni postume
- 1956: Marius Borgeaud, Berna,Kunsthalle
- 1962: Marius Borgeaud, Losanna, Museo cantonale di belle arti.
- 1981: Marius Borgeaud, Pully, Museo
- 1994: Marius Borgeaud, Le Faouët, Museo
- 1999: Marius Borgeaud, Winterthur, Museo di belle arti
- 2001: Marius Borgeaud, Martigny, Fondazione Pierre Gianadda
- 2010: Marius Borgeaud, Losanna, Salon degli antiquari
- 2015: Marius Borgeaud, Losanna, Fondazione dell'Hermitage

## Omaggi alla memoria
Numerose città bretoni hanno dato il suo nome a una strada. Citiamo in particolare Audierne, Le Faouët, Locquirec, Nantes, Quimperlé, Rochefort-en-Terre.

## Galleria d'immagini

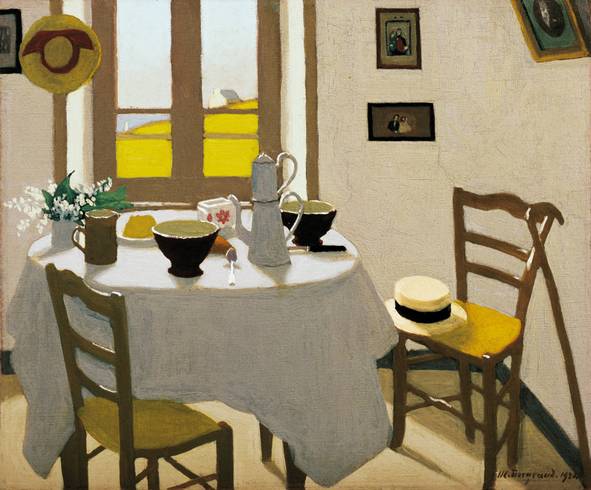
La camera bianca, 1924
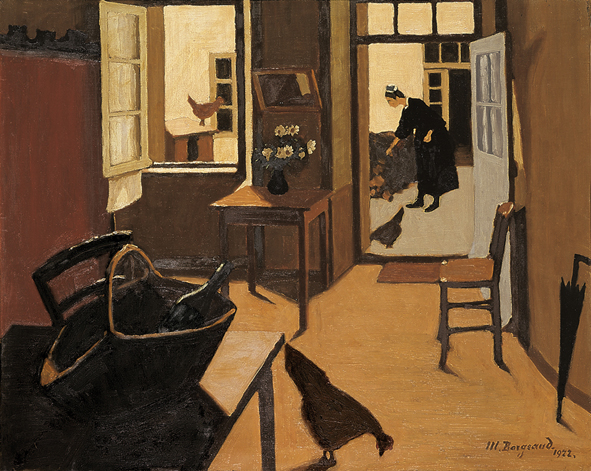
La bretone e le sue galline, 1922
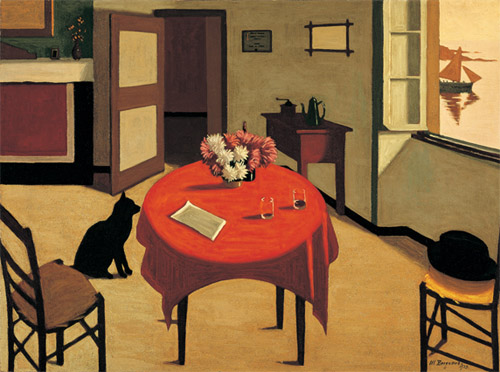
Interno con due bicchieri, 1923
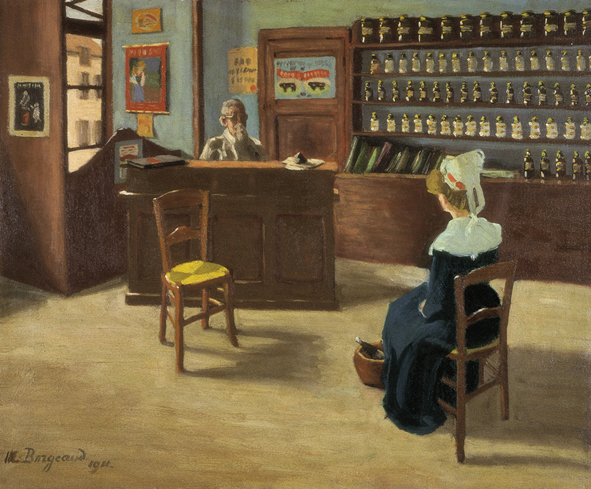
La consultazione, 1911
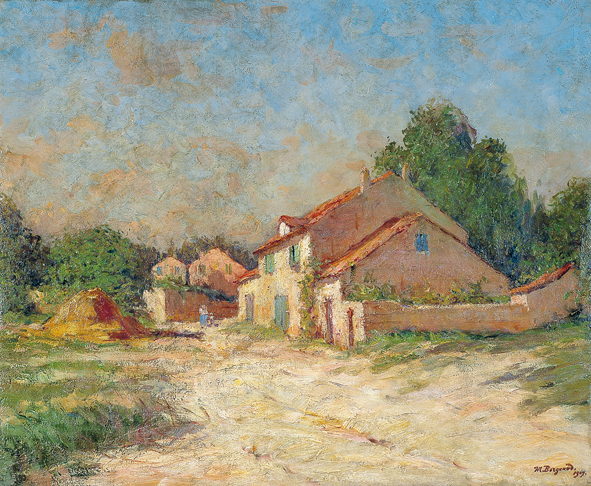
Vecchie case, effetto di sole, 1907.

## Filmografia
- Stéphane Riethauser, Marie-Catherine Theiler, Le temps suspendu, sur les traces de Marius Borgeaud, 2007, 62 min., in francese, con sottotitoli in tedesco e inglese. Produzione svizzera dell'Association des Amis de Marius Borgeaud e Lambda prod.